# 마일리 스튜어트
마일리 스튜어트(Miley Ray Stewart)는 한나 몬타나의 주인공이다. 그녀는 테네시주 캘리포니아 중학교(후에는 고등학교에 다닌다. 그녀는 자신이 가수라는 정체가 사람들에게 알려질까봐 숨기고 다니며, 가수 활동을 할때에는 금발의 가발을 착용한다. 하지만 첫 번째 화에서 그녀의 친구인 릴리와 올리버에게 들켜, 그녀의 비밀을 지키기 위해 도와 준다.

## 이름
이 캐릭터의 이름은 원래 클로 스튜어트(Chloe Stewart)였다. 하지만, 후에 다시 마일리 스튜어트로 바뀌게 된다.